# Суразька дача
Сура́зька Да́ча — лісовий заказник загальнодержавного значення в Україні. Розташований між селами Сураж, Васьківці й Андрушівка Кременецького району Тернопільської області, у кварталах 39-174 Суразького лісництва Кременецького держлісгоспу, в межах лісового урочища «Суразька Дача».
Площа 3864 га. Створений відповідно до постанови РМ УРСР № 500 від 28 жовтня 1974 року (статус — з 1978 року). Перебуває у віданні Тернопільського обласного управління лісового господарства.
Під охороною — унікальний штучно створений дубово-ясенево-модринно-сосновий лісовий масив на межиріччі Вілії та Кутянки. Особливо цінні ділянки взірцевих ясенно-дубових, модринно-ясенево-дубових, ялинково-ясеново-дубових насаджень штучного походження, що створювали лісівники в кінці XIX — на початку XX ст. під керівництвом вченого-лісівника В. Дубровинського на площі 830 га, а також ділянки лісу з ендемічними видами дерев — генетичні резервати суборевого екотипу дуба і старовікові сосново-дубові та дубові острівні масиви на крейдових відкладах.
У трав'янистому покриві трапляється любка дволиста, занесена до Червоної книги України.
З тварин водяться: лось, сарна, свиня дика, куниця лісова, заєць сірий; є багато птахів.
Суразька дача — зразок створення хвойно-широколистих стійких деревостанів; має велике наукове і пізнавальне значення.
До складу території заказника «Суразька дача» входять такі об'єкти ПЗФ України:
- ботанічні пам'ятки природи місцевого значення:
  - «Сосна звичайна (1 дерево)»,
  - «Модрина європейська (1 дерево)»,
  - Дуб «Суразький»,
  - «Дуби Тараса Шевченка»,
  - «Сосна Лесі Українки»,
- дендрологічний парк:
  - Суразький дендропарк імені Дубровинського.